# Vincent Delerm
Vincent Delerm (Évreux, 31 agosto 1976) è un cantautore, arrangiatore e autore teatrale francese, figlio dello scrittore Philippe Delerm e di Martine Delerm, illustratrice di romanzi per ragazzi.

## Gli esordi
Comincia a suonare il piano, influenzato dalla musica di William Sheller, Barbara e Michel Berger. Nutre inoltre un particolare interesse per la malinconia amorosa delle canzoni di Alain Souchon, per i testi di gruppi inglesi come The Smiths e Pulp, e per la musica barocca di Angelo Branduardi.
I Cure fanno parte dei gruppi che hanno maggiormente influenzato Vincent Delerm: è Delerm stesso a confermare questo amore per il gruppo inglese, non nascondendo che una delle sue canzoni più belle, Le Baiser Modiano, è stata ispirata da una melodia di Robert Smith.
Si laurea alla facoltà di Lettere Moderne di Rouen con una tesi sul cinema di François Truffaut, accentrata sugli aspetti letterari che il cinema di Truffaut lascia apparire.
Si mette alla prova anche col teatro, partecipa attivamente ad una compagnia e si appassiona al cinema.
Affronta i suoi primi concerti nel febbraio del 1998, in una piccola aula universitaria della città di Rouen. Il titolo dello spettacolo è “La Mauvaise Compagnie présente Vincent”. Poi a Parigi nel 1999 <<Au Limonaire>> e soprattutto al Teatro Les Déchergeurs dove resterà in programma per più settimane. 
Invia un abbozzo delle sue canzoni all'attore François Morel, il quale ne rimane affascinato e comincia a spargerne la voce. Questo gli permette di partecipare ad alcune trasmissioni radiofoniche, soprattutto su France Inter, dove incontra Thomas Fersen, grazie al quale firma un contratto con la casa discografica Tôt où tard per registrare il suo primo disco.

## Un cantante da palcoscenico
Avendo già acquisito una buona esperienza coi concerti pubblici, il 30 aprile 2002 Vincent Delerm pubblica il suo primo album. Si esibisce occupando la prima parte dei concerti di grandi autori come Julien Clerc, dopo di che parte per una tournée tutta sua per la Francia.
Il secondo album, Kensington Square, esce nel 2004; il terzo, Les Piqûres d'araignées nel 2006; mentre l'ultimo, Quinze Chansons esce nel novembre del 2008.
Tema delle sue canzoni è la vita quotidiana. Usa molti riferimenti alla memoria collettiva, come ad esempio citare il nome delle marche o i nomi propri, onde avvicinare il più possibile le sue canzoni alla realtà di tutti i giorni. Il suo repertorio è spesso di carattere umoristico, ma non mancano composizioni più serie. I suoi testi evocano l'amore, le relazioni familiari o amicali.
Il suo amore per il cinema si fa sentire anche nelle canzoni. Così, il suo primo album si apre con una canzone dedicata a Fanny Ardant, e ne contiene un'altra per Jean-Louis Trintignant. Nel secondo album e anche in vari spettacoli canta con l'attrice Irène Jacob.
I concerti di Vincent Delerm sono sempre accompagnati da varie gag comiche. Tutto solo al centro del palco, Delerm non esita a far partire una voce fuori campo con cui affrontare dei dialoghi bizzarri. Racconta barzellette al pubblico, lo rende partecipe dello spettacolo attraverso simpatici cori. Riesce in un concerto a divertire e allo stesso tempo a fare della buona musica con degli ottimi testi.

## Discografia
Album Studio
- Vincent Delerm (2002)
- Kensington Square (2004)
- Les Piqûres d'araignée (2006)
- Quinze Chansons (2008)
- Les Amants parallèles (2013)
- La Chamade (singolo 2019)

Live
- Favourite Songs (2007)
- Vincent Delerm à la Cigale (2007)

Colonne sonore
- Le occasioni dell'amore (2023)